# Basi
Basi (en français) ou  Basì (en corse) est un site préhistorique situé sur la commune de Serra-di-Ferro, en Corse-du-Sud. Découvert en 1965, il a fait l'objet de sondages par Gérard Bailloud entre 1968 et 1972. Malgré leur surface réduite, ces premiers travaux ont permis de structurer la Préhistoire récente de la Corse. De nouvelles fouilles conduites par Thomas Perrin à partir de 2016 ont mis au jour des occupations plus denses et structurées que les précédentes découvertes. Ces travaux ont révélé une occupation du site depuis le Mésolithique jusqu'à l'Âge du bronze moyen.

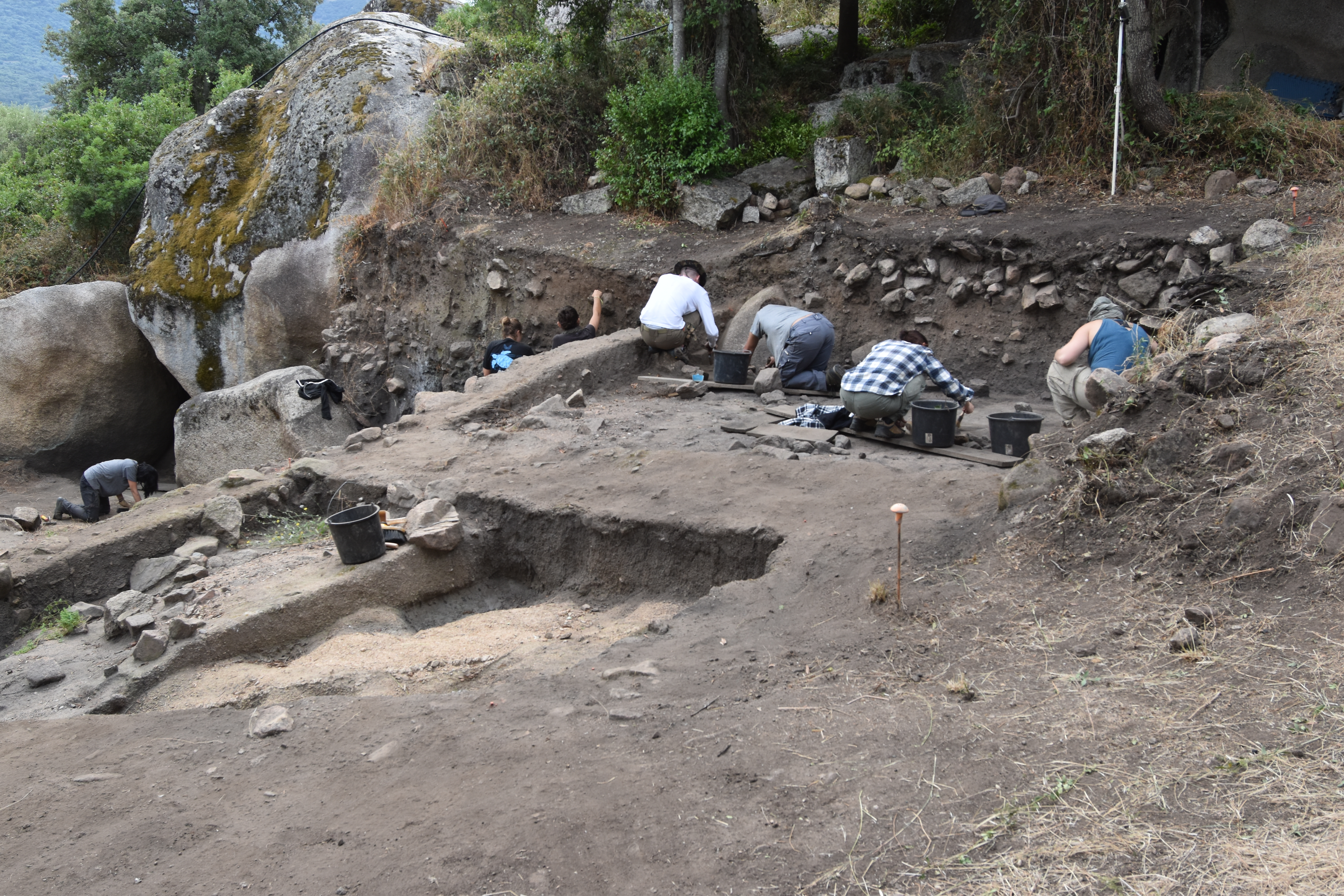
Vue générale de la fouille du secteur 4 de Basi, campagne 2023 (cliché T. Perrin).

## Situation
Basì se trouve au pied de la colline dite Punta di Basì, à proximité du hameau de Stillicione, sur la commune de Serra-di-Ferro, en Corse-du-Sud. Il est sur la rive droite du Taravo, à environ 5 km du rivage actuel. La colline se présente comme un affleurement de gros blocs de granodiorite de forme plus ou moins sphérique, dont certains ont été partiellement évidés par l’érosion, formant alors des abris naturels (taffoni).

## Historique des fouilles

### Découverte du site
L'ouverture d'une carrière afin d'exploiter les blocs de granite comme matériau de construction conduit à la découverte du gisement en 1965 par F. Santoni et C.-A. Cesari. Leur découverte est rapidement confirmée par Roger Grosjean et Enrico Atzeni qui fouillent alors le site de Filitosa, situé juste en face, sur l'autre rive du Taravo.

### Premières campagnes (1968-1971)
C'est à la demande de Roger Grosjean que de premiers sondages sont effectuées entre 1968 et 1971, par Gérard Bailloud et son épouse, sur le versant nord du massif. Bien que limités à une surface cumulée de 10 m2 à peine, ces travaux permettent à Gérard Bailloud de jeter les bases de toute la Préhistoire récente de la Corse puisqu'il y reconnaît des occupations répétées pendant le Néolithique et l'Âge du bronze. Il qualifie même le Néolithique récent (environ 4200–3600 avant notre ère) du sud de la Corse de « Basien ».
Après ces premiers travaux de terrain, le gisement reste inexploité pendant près de 40 ans, même si plusieurs travaux universitaires ont utilisé les données acquises[réf. nécessaire].

### Campagne préventive (2011)
En 2011, l'INRAP mène un diagnostic archéologique sous la direction d’Anne Hasler, en contrebas du massif granitique, à la suite d'un projet de construction de petits gîtes. Ces tranchées donnent des résultats cohérents avec ceux de Gérard Bailloud et montrent que les occupations préhistoriques ne se développent pas plus au nord. L'emplacement des gîtes est alors légèrement modifié afin de ne pas affecter les vestiges.

### Nouvelles fouilles programmées
En 2015, le démaquisage de l'ancienne carrière nord par son propriétaire permet de dégager les emplacements des sondages Gérard Bailloud, remettant en évidence tout le potentiel du site. L'année suivante, en accord avec le SRA de Corse et avec le soutien de la Collectivité Territoriale de Corse, Thomas Perrin engage une fouille programmée — toujours en cours en 2023. Cette fouille concerne la partie nord du site, sur une surface totale d'environ 100 m2.
En 2017, des prospections pédestres montrent que les vestiges se répartissent autour du massif rocheux sur près de 4 ha .

## Occupations humaines
Les travaux déjà publiés en 2023 permettent de documenter une succession d'occupations humaines qui couvre quasiment toute la Préhistoire récente, depuis le Mésolithique jusqu'à l'Âge du bronze.

### Mésolithique
La première fréquentation du site est datée du Mésolithique, autour de 8500 - 8300 av. J.-C., soit l'une des plus anciennes fréquentations humaines connues de l'île.

### Néolithique
Basi est ensuite de nouveau fréquenté au Néolithique ancien, attribué notamment à la culture de la céramique cardiale tyrrhénienne, autour de 5800-5400 avant notre ère. Plusieurs indices (décors en céramique, armatures de projectiles) suggèrent une possible fréquentation antérieure, dès la phase de la culture de la céramique imprimée, mais cette dernière reste à confirmer.
Une fréquentation au Néolithique moyen est également attestée, vers 4500-4300 avant notre ère, avec notamment l'érection de petits mégalithes.
Au Néolithique moyen dit « Basien » (4200-3800 avant notre ère), l'occupation semble se densifier avec plusieurs maisons construites en pierre et en terre crue et rebâties les unes sur les autres. Ces constructions sont dues à des agriculteurs qui cultivent en particulier de l'orge.
Des petits bâtiments plus légers les remplacent durant le Néolithique récent, autour de 3000 avant notre ère, puis vers 2400-2100 avant notre ère.

### Âge du bronze
L'occupation redevient très dense à l'Âge du bronze, notamment vers 1600-1400 avant notre ère. L'habitat est alors ceinturé par de très gros blocs. Une torra, totalement détruite par la carrière des années 1960, dominait le site.